# San Jacinto del Cauca
San Jacinto del Cauca es un municipio de Colombia, situado en el departamento Bolívar, al norte del país. Según el censo de 2018, tiene una población de 9935 habitantes.

## Historia
El municipio de San Jacinto del Cauca es un municipio muy joven. Anteriormente se llamaba San Jacinto de Achí, por ser corregimiento del Municipio de Achí, Bolívar. Fundado en el año de 1870 por el señor Plácido Retamoza, quien era oriundo del Sinú, en sus inicios las casas eran construidas con bahareque y palmas.  
La fuente económica de esa época era la agricultura manual y la pesca. Durante la colonización en estas tierras fueron llegando familias entre las cuales estaban las familias Serrano, Julio, Villegas, Sehuanes, Romero, Villamizar, Caballero, Cabrera, etc. La religión predominante fue la católica, con asistencia de Sacerdotes Burgos.  
San Jacinto del Cauca fue creado como municipio del departamento de Bolívar por medio de la ordenanza 013 del año 1996 y se constituyó a partir del 6 de mayo de 1997. La mayoría de su población se encuentra en situación de pobreza con alto índice de Necesidades Básicas Insatisfechas – NBI, entre ellas los servicios públicos domiciliarios, como el agua potable, alcantarillado, relleno sanitario y recolección de residuos sólidos. Existen muchas dificultades económicas y falta de oportunidades de la población.  
Se celebran las fiestas patronales y fiestas en corralejas.

## División Político-Administrativa
Aparte de su Cabecera municipal, en la que le incluyen las veredas: Mata de Caña, Potrero Nuevo y Fundación.
San Jacinto del Cauca tiene bajo su jurisdicción 7 centros poblados y las siguientes veredas:
|                   | Centros poblados                            | Veredas |
| ----------------- | ------------------------------------------- | --- |
| Margen Occidental | - Astilleros - Bermúdez - Caimital - Tenche | Vida Tranquila, La Puentana, Caño Gil, El Amparo, Puerto Muñoz, El Medio, El Intento, Los Caimanes, La Platanera, Mata de Guaduas, Santo Domingo, Las Brisas, Berlín, La Loma, Mochilas, Las Amarillas y Nueva Ilusión. |
| Margen Oriental   | - Galindo - La Raya - Méjico                | El Catorce, El Sinaí, La Riqueza, Las Playitas, La Encaramada, Sodora, y Los Novillos. |

## Geografía y Límites

### Localización, extensión y límites
Se encuentra ubicado en zona ribereña, a orillas de Río Cauca.  El municipio de San Jacinto del Cauca pertenece a la Región de La Mojana, la cual es una ecorregión de especial importancia nacional que hace parte del complejo de humedales de la Depresión Momposina, la cual es una cuenca hidrográfica sedimentaria de 24.650 km² reguladora de los caudales de los ríos Magdalena, Cauca y San Jorge. Estos humedales cumplen la función de amortiguación de inundaciones ya que permiten distribuir las cabezas de agua originadas por lluvias en las partes altas de la región Andina, facilitando la decantación y acumulación de sedimentos, funciones de control indispensables para la costa Caribe.
Límites municipales
Limita al norte con los Municipios de Achí-Bolívar y Guaranda-Sucre, al sur con el Municipio de Nechí - Antioquia, al este con el municipio de Montecristo-Bolívar, al oeste con el municipio de Guaranda y el Municipio de Ayapel-Córdoba.
| Noroeste: Guaranda | Norte: Guaranda | Nordeste: Achí       |
| Oeste: Ayapel      |                 | Este: Montecristo    |
| Suroeste: Nechí    | Sur: Nechí      | Sureste: Montecristo |

### Aspectos Geográficos
El Municipio de San Jacinto del Cauca se encuentra ubicado en la zona ribereña del rio Cauca, en la Subregión de la Mojana Bolivarense al sur oeste del departamento de Bolívar. Su topografía es plana y cuenta con una extensión de 549 km² y una población de 9935 habitantes. Su principal fuente hídrica es el rio Cauca. San Jacinto del Cauca es el municipio que menor área representa para la Región de la Mojana, con solo el 4% del total de la región. San Jacinto del Cauca hace parte de la ecorregión de los municipios del núcleo central, localizados en los ecosistemas geoestratégicos, principalmente en las áreas inundables y zonas de humedales.
La altura sobre el nivel del mar es de 28 m s. n. m. aproximadamente y posee una inclinación muy moderada, casi plana en la inmensa mayoría de su territorio. Aproximadamente una sexta parte de la superficie (9.142 has) se inundan parcialmente en épocas de lluvias; el nivel de las aguas asciende a tres metros por encima del punto más bajo que corresponde al mes de marzo debido a la sedimentación desarrollada por los ríos, caño y ciénagas en especial el Rio Cauca

### Clima
Posee un clima cálido/húmedo característico de bosque húmedo tropical (bh-T). El cociente de precipitación / temperatura= 80.13, que la caracteriza como húmedo. régimen de lluvias de tendencia monomodal con una temporada seca anual (diciembre-abril) y los meses más lluviosos van de agosto a octubre (PDSM, 2003), los cuales impactan tanto la temperatura, como la humedad y la lluvia. La temperatura media anual es de 28.6 °C, con picos máximos de 39.8 °C en el mes de marzo y mínimos de 28.4 °C entre septiembre y diciembre.

### Hidrografía
El municipio de San Jacinto del Cauca se caracteriza por una amplia red hidrográfica conformada principalmente por el Río Cauca cuyo caudal promedio en Caucasia (Antioquia) es de 1500 m³ /s, el cual recorre el territorio de suroeste a noreste, bañando los principales centros poblados desde Bermúdez pasando por San Jacinto, Tenche, Caimital, Astilleros, hasta llegar al complejo de ciénagas de la Raya y un amplio número de caños que se esparcen en todo el territorio, constituyéndose además de fuente importante de recursos pesqueros, en vías de comunicación que integran a los centros poblados y veredas con la cabecera municipal. 
Entre estos se destacan Caño Méjico, Caño Gil, Caño Pescao, Caño el Intento, Caño los Caimanes, Caño Jobo y las quebradas Madre Vieja, La Riqueza y las Brisas. Entre las ciénagas más importantes se tiene La Raya, Méjico, El Ciritongo, La Encaramada, Miralindo, San Francisco, Las Culebras y Aguas limpias. San Jacinto del Cauca tiene el Río Cauca con sus riberas en las que se localizan los centros poblados como Tenche, Galindo, Caimital, Astilleros, y alcanza al complejo de ciénagas de la Raya con un amplio número de caños que se esparcen en todo el territorio, tales como Caño Méjico, Caño Gil, Caño Pescao, Caño el Intento, Caño los Caimanes, Caño Jobo y las quebradas Madre Vieja, La Riqueza y Las Brisas.

## Estructura organizacional municipal
| San Jacinto del Cauca | San Jacinto del Cauca | San Jacinto del Cauca      |
| Departamento          | Código DANE           | Categoría municipal (2023) |
| --------------------- | --------------------- | -------------------------- |
| Bolívar               | 13655                 | Sexta                      |

- Personería: Es un centro del Ministerio Público de Colombia que ejerce, vigila y hace control sobre la gestión de las alcaldías y entes descentralizados; velan por la promoción y protección de los derechos humanos; vigilan el debido proceso, la conservación del medio ambiente, el patrimonio público y la prestación eficiente de los servicios públicos, garantizando a la ciudadanía la defensa de sus derechos e intereses.

- Concejo Municipal: Es la suprema autoridad política del municipio. En materia administrativa sus atribuciones son de carácter normativo. También le corresponde vigilar y hacer control político a la administración municipal. Se regulan por los reglamentos internos de la corporación en el marco de la Constitución Política Colombiana (artículo 313) y las leyes, en especial la Ley 136 de 1994 y la Ley 1551 de 2012.

Constituido por 11 concejales por un periodo de 4 años.
- Alcaldía Municipal: En esta se encuentra la administración municipal y las entidades descentralizadas del municipio.

El Alcalde se pronuncia mediante decretos y se desempeña como representante legal, judicial y extrajudicial del municipio. El actual Alcalde municipal es Oney Aurelio Hernández Rivera(2024-2027), elegido por voto popular.
- JAL.

## Servicios públicos
- Energía Eléctrica: Afinia, del grupo EPM, es la empresa prestadora del servicio de energía eléctrica.
- Gas Natural: Surtigas es la empresa distribuidora y comercializadora de gas natural en el municipio.